# Orquesta de las Fuerzas de Defensa de Israel

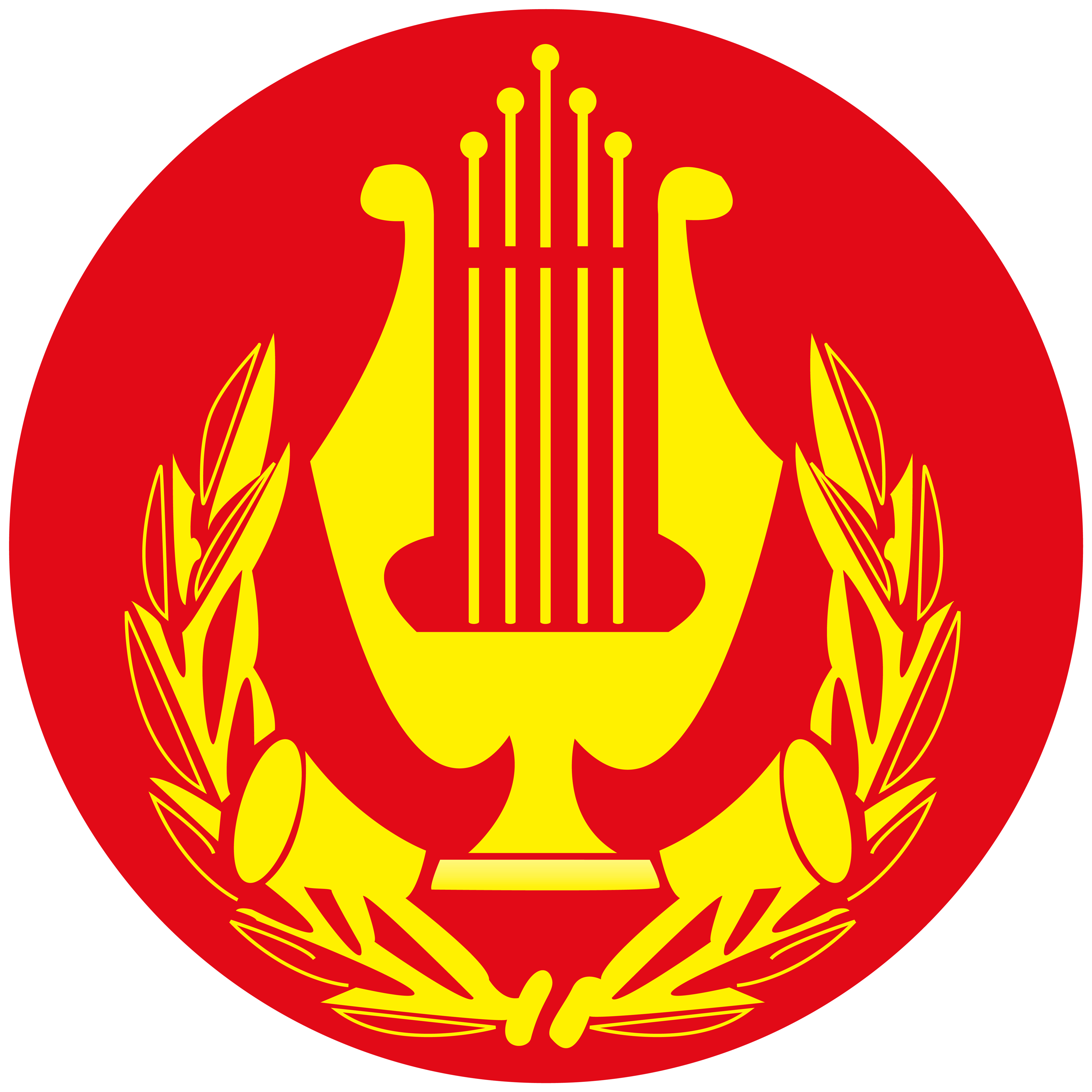

La Orquesta de las Fuerzas de Defensa de Israel (FDI) (en hebreo: תזמורת צה"ל) es el principal conjunto musical de las Fuerzas de Defensa de Israel (FDI).La banda de música incluye a músicos y a cantantes que realizan el servicio militar y que han superado con éxito unas pruebas de aptitud musical antes de su alistamiento en las FDI.La banda de música de las FDI actúa en las ceremonias militares y rinde honores a los mandatarios nacionales y extranjeros en las visitas y en los actos oficiales. La orquesta también actúa en celebraciones populares y en varios eventos comunitarios. La Orquesta de las FDI fue fundada en 1948 como parte de las nuevas Fuerzas de Defensa de Israel.

## Historia
La orquesta fue fundada en 1948, con el establecimiento de las FDI compone de varios grupos pequeños que operaban hasta entonces:. Banda División Alejandría, orquesta Brigada, Cuerpo de Artillería de Banda y Orquesta Givati Brigada primer director de la orquesta era Isaac Muse, tocar instrumentos de viento y un nuevo inmigrante de la Unión Soviética Muse. era un graduado de un prestigioso director de orquesta militar en Leningrado y emigró a Israel en enero de 1949. El 4 de mayo de 1949, la banda participó en el desfile de las FDI en el Día de la Independencia en el primer estado, pero la multitud que llenaba las calles bloqueado la ruta del desfile y tuvo que parar. El caso más tarde fue llamado "el desfile ese paso", y llevó a la creación de la primera comisión de investigación israelí.
Isaac Muse en la parte superior de la Orquesta de las FDI de marzo de ese paso "
Después de varios meses, realizada por Isaac Muse, pasado el testigo a la paz Ronly-Riklis, exdirector de la orquesta Brigada. Ronly-Riklis insistió en una amplia gama de repertorio (moderno a la música clásica y la música ligera), cargo que ocupó hasta 1960. En 1953-1955 se desempeñó Noam Sheriff, durante su servicio obligatorio, como asistente ronly-Riklis. Después de la jubilación de ronly-Riklis reemplazado él era los primeros días de la banda y de laboratorio orquestal jefe, Isaac "Zico" Graziani. Graziani dirigió la orquesta durante muchos años (1962-2003) y en realidad era uno de los símbolos. Graziani fue un trompetista y él mismo sirvió como soldado en la orquesta de la FID, entre 1948 y 1952 y, los servicios prestados al período 1952-1962 como reservista.
Alrededor de tres meses antes de morir, en 2003, se retiró largos años Graziani de su servicio en el ejército israelí. Fue reemplazado por el teniente coronel Michael Forester, dirigiendo la orquesta entonces hasta su jubilación en 2013.
El 29 de julio de 2013 fue transferido testigo a Major Noam Inbar dirigir una orquesta en estos días.

## Directores de la banda de música de las FDI
| Nº | Director            | Fecha1 | Fecha2    |
| -- | ------------------- | ------ | --------- |
| 1  | Izhak Muse          | 1948   | 1949      |
| 2  | Shalom Ronli-Riklis | 1949   | 1960      |
| 3  | Izhak Graziani      | 1962   | 2003      |
| 4  | Michael Ya'aran     | 2003   | 2013      |
| 5  | Noam Inbar          | 2013   | en activo |

- Datos: Q12412027
- Multimedia: Israel Defense Forces Orchestra / Q12412027